# 臺灣民主黨
臺灣民主黨是臺灣日治時期的一個境外政黨，1932年由林雲連、劉邦漢、鄭鑑洲等人於中國廣東省廣州市成立。該黨主張民族自決與臺灣獨立，並強調臺灣有成為獨立國家的豐厚條件，抱持著強烈漢民族式的台灣民族主義。
該黨組織大綱開宗明義主張「根據民族自主精神，推翻異民族日本帝國主義者統治，以建設臺灣民族之民主國為目的」。臺灣民主黨經由黨員大會推舉15名執行委員，組成執行委員會，作為該黨最高指揮機關。執行委員會下轄五處，包含總務處、宣傳處、財政處、軍事處與糾察處等，辦理各處事務。此外，設有監察委員會作為該黨最高監察機關，由7名監察委員組成。
然而，臺灣民主黨屬於日治時期的臺獨思想，與今日的主流臺獨思想最大的不同在於，該時期的臺獨運動多有強烈的漢族認同與中國思想；在政治上希望策略性地透過臺獨的過度階段達成回歸中國政權管轄的最終目的，但在組織文獻中並沒有明說這類策略。臺獨，取得與回歸祖國的並立選項地位。